# Organizația Națiunilor Unite pentru Educație, Știință și Cultură

Steagul UNESCO, inspirat de imaginea templului Parthenon din Atena, Grecia.

Organizația Națiunilor Unite pentru Educație, Știință și Cultură (UNESCO) este o agenție specializată a Organizației Națiunilor Unite (ONU) care vizează promovarea păcii și securității mondiale prin cooperarea internațională în educație, științe și cultură. Are 193 de state membre și 11 membri asociați, precum și parteneri din sectorul neguvernamental, interguvernamental și privat. Cu sediul în Paris, Franța, UNESCO are 53 de birouri regionale și 199 de comisii naționale care îi facilitează mandatul global. 
UNESCO a fost fondată în 1945 ca succesor al Comitetului internațional pentru cooperare intelectuală al Societății Națiunilor. Constituția sa stabilește obiectivele agenției, structura de guvernare și cadrul de funcționare. Misiunea fondatoare a UNESCO, care a fost modelată de cel de-al doilea război mondial, este de a promova pacea, dezvoltarea durabilă și drepturile omului, facilitând colaborarea și dialogul între națiuni. Acesta urmărește acest obiectiv prin cinci domenii majore ale programului: educație, științe naturale, științe sociale / umane, cultură și comunicare / informare. UNESCO sponsorizează proiecte care îmbunătățesc alfabetizarea, asigură instruire tehnică și educație, avansează știința, protejează mass-media independente și libertatea presei, păstrează istoria regională și culturală și promovează diversitatea culturală.
Ca punct focal pentru cultura și știința mondială, activitățile UNESCO s-au extins de-a lungul anilor pentru a include asistența în traducerea și difuzarea literaturii mondiale, stabilirea acordurilor de cooperare internațională pentru a asigura siturile patrimoniului mondial de importanță culturală și naturală, apărarea drepturilor omului, diviziunea digitală la nivel mondial și crearea unor societăți de cunoaștere incluzive prin informație și comunicare. UNESCO a lansat mai multe inițiative și mișcări globale, cum ar fi Educația pentru toți, pentru a-și avansa obiectivele principale.
UNESCO este guvernată de Conferința generală, compusă din state membre și membri asociați, care se întrunește bianual pentru a stabili programele agenției și bugetul. De asemenea, alege membrii Comitetului executiv, care gestionează activitatea UNESCO, și numește la fiecare patru ani directorul general, care servește ca administrator șef al UNESCO. UNESCO este membru al Grupului Națiunilor Unite pentru Dezvoltare, o coaliție de agenții și organizații ONU care vizează îndeplinirea Obiectivelor de dezvoltare durabilă.

## Istorie
UNESCO și mandatul său de cooperare internațională pot fi urmărite de o rezoluție a Ligii Națiunilor din 21 septembrie 1921, pentru a alege o Comisie care să studieze fezabilitatea. [12] [13] Acest nou organism, Comitetul Internațional pentru Cooperare Intelectuală (ICIC) a fost creat în 1922 [14] și număra printre membrii săi figuri precum Henri Bergson, Albert Einstein, Marie Curie și Robert A. Millikan (fiind astfel o mică comisie a Liga Națiunilor s-a axat în esență pe Europa de Vest [15]). Institutul Internațional pentru Cooperare Intelectuală (IIIC) a fost apoi creat la Paris la 9 august 1925, pentru a acționa ca agenție de executare a ICIC. Cu toate acestea, debutul celui de-al doilea război mondial a întrerupt în mare măsură activitatea acestor organizații predecesoare. [Referință necesară] În ceea ce privește inițiativele private, Biroul Internațional de Educație (IBE) a început să lucreze ca o organizație neguvernamentală în serviciul dezvoltării educaționale internaționale. din decembrie 1925 [16] și s-a alăturat UNESCO în 1969, după ce a înființat o comisie mixtă în 1952.
După semnarea Cartei Atlanticului și a Declarației Națiunilor Unite, Conferința Miniștrilor Aliați ai Educației (CAME) a început întâlniri la Londra, care au continuat de la 16 noiembrie 1942 până la 5 decembrie 1945. La 30 octombrie 1943, necesitatea unei organizația a fost exprimată în Declarația de la Moscova, agreată de China, Regatul Unit, Statele Unite și URSS. Aceasta a fost urmată de propunerile Conferinței Dumbarton Oaks din 9 octombrie 1944. La propunerea CAME și în conformitate cu recomandările Conferinței Națiunilor Unite pentru Organizația Internațională (UNCIO), care a avut loc la San Francisco în aprilie-iunie 1945, o organizație a Organizației Națiunilor Unite Conferința pentru înființarea unei organizații educaționale și culturale (ECO / CONF) a fost convocată la Londra 1-16 noiembrie 1945 cu 44 de guverne reprezentate. Ideea UNESCO a fost dezvoltată în mare măsură de Rab Butler, ministrul educației pentru Regatul Unit, care a avut o mare influență în dezvoltarea sa. [17] La ECO / CONF, Constituția UNESCO a fost introdusă și semnată de 37 de țări și a fost înființată o Comisie pregătitoare. [18] Comisia pregătitoare a funcționat între 16 noiembrie 1945 și 4 noiembrie 1946 - data la care Constituția UNESCO a intrat în vigoare odată cu depunerea celei de-a douăzecea ratificări de către un stat membru. [19]
Prima Conferință generală a avut loc în perioada 19 noiembrie - 10 decembrie 1946 și l-a ales pe dr. Julian Huxley în funcția de director general. [20] Constituția a fost modificată în noiembrie 1954, când Conferința generală a decis că membrii Comitetului executiv vor fi reprezentanți ai guvernelor statelor din care sunt cetățeni și nu vor acționa, ca până acum, în calitatea lor personală. [21] Această schimbare a guvernanței a deosebit UNESCO de predecesorul său, ICIC, în modul în care statele membre ar lucra împreună în domeniile de competență ale organizației. Pe măsură ce statele membre au lucrat împreună de-a lungul timpului pentru a îndeplini mandatul UNESCO, factorii politici și istorici au modelat operațiunile organizației, în special în timpul Războiului Rece, procesul de decolonizare și dizolvarea URSS.
Dezvoltare
Printre realizările majore ale organizației se numără activitatea sa împotriva rasismului, de exemplu, prin declarații influente asupra rasei, începând cu o declarație a antropologilor (printre care Claude Lévi-Strauss) și a altor oameni de știință în 1950 [22] și încheind cu Declarația din 1978 privind Rasa și prejudecăți rasiale. [23] În 1956, Republica Africa de Sud s-a retras din UNESCO spunând că unele dintre publicațiile organizației se ridică la „interferență” în „problemele rasiale” ale țării. [24] Africa de Sud s-a alăturat organizației în 1994 sub conducerea lui Nelson Mandela. [Citație necesară]
Activitățile timpurii ale UNESCO în domeniul educației au inclus proiectul-pilot privind educația fundamentală în Valea Marbial, Haiti, început în 1947. [25] Acest proiect a fost urmat de misiuni de experți în alte țări, inclusiv, de exemplu, o misiune în Afganistan în 1949. [26] În 1948, UNESCO a recomandat ca statele membre să facă învățământul primar gratuit obligatoriu și universal. [27] În 1990, Conferința mondială privind educația pentru toți, de la Jomtien, Thailanda, a lansat o mișcare globală pentru a oferi educație de bază tuturor copiilor, tinerilor și adulților. [28] Zece ani mai târziu, Forumul Mondial al Educației din 2000, care a avut loc la Dakar, Senegal, a condus guvernele membre să se angajeze să realizeze educația de bază pentru toți până în 2015. [29]
Activitățile timpurii ale UNESCO în cultură au inclus Campania Nubia, lansată în 1960. [30] Scopul campaniei a fost de a muta Marele Templu din Abu Simbel pentru a-l împiedica să fie inundat de Nil după construirea barajului Aswan. În timpul campaniei de 20 de ani, 22 de monumente și complexe arhitecturale au fost relocate. Aceasta a fost prima și cea mai mare dintr-o serie de campanii, inclusiv Mohenjo-daro (Pakistan), Fes (Maroc), Kathmandu (Nepal), Borobudur (Indonezia) și Acropola (Grecia). [Citație necesară] la adoptarea, în 1972, a Convenției privind protecția patrimoniului mondial cultural și natural. [31] Comitetul Patrimoniului Mondial a fost înființat în 1976 și primele situri înscrise pe Lista Patrimoniului Mondial în 1978. [32] De atunci, instrumente juridice importante privind patrimoniul cultural și diversitatea au fost adoptate de statele membre UNESCO în 2003 (Convenția pentru protejarea patrimoniului cultural imaterial [33]) și 2005 (Convenția privind protecția și promovarea diversității expresiilor culturale [34] ]).
O reuniune interguvernamentală a UNESCO la Paris în decembrie 1951 a dus la crearea Consiliului European pentru Cercetare Nucleară, care a fost responsabil pentru înființarea Organizației Europene pentru Cercetare Nucleară (CERN) [35] ulterior, în 1954.
Programarea zonei aride, 1948-1966, este un alt exemplu al unui prim proiect important al UNESCO în domeniul științelor naturii. [36] În 1968, UNESCO a organizat prima conferință interguvernamentală menită să reconcilieze mediul și dezvoltarea, o problemă care continuă să fie abordată în domeniul dezvoltării durabile. Principalul rezultat al conferinței din 1968 a fost crearea Programului UNESCO pentru om și biosferă. [37]
În domeniul comunicării, „fluxul liber de idei prin cuvânt și imagine” a fost în constituția UNESCO de la începuturile sale, în urma experienței celui de-al doilea război mondial, când controlul informațiilor a fost un factor în îndoctrinarea populațiilor pentru agresiune. [38] În anii imediat următori celui de-al doilea război mondial, eforturile s-au concentrat pe reconstrucție și pe identificarea nevoilor de mijloace de comunicare în masă în întreaga lume. UNESCO a început să organizeze instruire și educație pentru jurnaliști în anii 1950 [39]. Ca răspuns la solicitările pentru o „nouă ordine mondială de informare și comunicare” la sfârșitul anilor 1970, UNESCO a înființat Comisia internațională pentru studiul problemelor de comunicare [40], care a produs raportul MacBride din 1980 (numit după președintele Comisiei, Laureatul Premiului Nobel pentru Pace, Seán MacBride). [41] În același an, UNESCO a creat Programul internațional pentru dezvoltarea comunicării (IPDC), un forum multilateral conceput pentru a promova dezvoltarea mass-media în țările în curs de dezvoltare. [42] [43] În 1991, Conferința Generală a UNESCO a aprobat Declarația de la Windhoek privind independența și pluralismul mass-media, care a determinat Adunarea Generală a ONU să declare data adoptării sale, 3 mai, ca Ziua Mondială a Libertății Presei. [44] Din 1997, UNESCO a acordat Premiul Mondial pentru Libertatea Presei UNESCO / Guillermo Cano la fiecare 3 mai. Înaintea Summitului mondial privind societatea informațională din 2003 (Geneva) și 2005 (Tunis), UNESCO a introdus programul Informații pentru toți.
UNESCO a admis Palestina ca membru în 2011. [45] [46] Legile adoptate în Statele Unite după ce Palestina a solicitat aderarea la UNESCO și la OMS în aprilie 1989 [47] [48] înseamnă că SUA nu poate contribui financiar la nicio organizație a ONU care acceptă Palestina ca membru cu drepturi depline. [49] [50] Drept urmare, SUA și-au retras finanțarea, care a reprezentat aproximativ 22% din bugetul UNESCO. [51] De asemenea, Israelul a reacționat la admiterea Palestinei la UNESCO prin înghețarea plăților israeliene către UNESCO și impunerea de sancțiuni Autorității Palestiniene, [52] afirmând că admiterea Palestinei ar fi în detrimentul „potențialelor discuții de pace”. [53] La doi ani după ce au încetat să își plătească cotizațiile față de UNESCO, SUA și Israel au pierdut drepturile de vot UNESCO în 2013 fără a pierde dreptul de a fi ales; astfel, SUA au fost aleși ca membru al Comitetului executiv pentru perioada 2016–19. [54] În 2019, Israel a părăsit UNESCO după 69 de ani de membru, iar ambasadorul Israelului la ONU Danny Danon scria: „UNESCO este organismul care rescrie continuu istoria, inclusiv prin ștergerea legăturii evreiești cu Ierusalimul ... este corupt și manipulat de dușmani ... nu vom fi membri ai unei organizații care acționează deliberat împotriva noastră ". [55]

## Activități
UNESCO își implementează activitățile prin cele cinci domenii ale programului: educație, științe naturale, științe sociale și umane, cultură și comunicare și informare.
Educație: UNESCO sprijină cercetarea în educația comparată; și oferă expertiză și încurajează parteneriate pentru a consolida conducerea educațională națională și capacitatea țărilor de a oferi educație de calitate pentru toți. 
Aceasta include catedre UNESCO, o rețea internațională de 644 Catedre UNESCO, care implică peste 770 de instituții din 126 de țări.
Organizația pentru conservarea mediului.
Convenția împotriva discriminării în educație adoptată în 1960.
Organizarea Conferinței Internaționale de Educație a Adulților (CONFINTEA) într-un interval de 12 ani.
Publicarea raportului global de monitorizare Educație pentru toți.
Publicarea celor patru piloni ai învățării document seminal.
UNESCO ASPNet, o rețea internațională de 8.000 de școli din 170 de țări.
UNESCO nu acredită instituțiile de învățământ superior. [56]
UNESCO emite, de asemenea, declarații publice pentru educarea publicului:
Declarația de la Sevilla privind violența: o declarație adoptată de UNESCO în 1989 pentru a respinge noțiunea că oamenii sunt predispuși biologic la violența organizată.
Desemnarea de proiecte și locuri cu semnificație culturală și științifică, cum ar fi:
Rețeaua Globală a Geoparcilor.
Rezervele Biosferei, prin Programul despre Om și Biosferă (MAB), din 1971.
Orașul literaturii; în 2007, primul oraș care a primit acest titlu a fost Edinburgh, locul primei biblioteci circulante din Scoția. [57] În 2008, Iowa City, Iowa, a devenit orașul literaturii.
Proiecte privind diversitatea lingvistică și limbile pe cale de dispariție.
Capodopere ale patrimoniului oral și imaterial al umanității.
Registrul internațional Memoria Lumii, din 1997.
Gestionarea resurselor de apă, prin Programul hidrologic internațional (IHP), din 1965.
Siturilor de patrimoniu mondial.
Biblioteca Digitală Mondială.
Încurajarea „fluxului liber de idei prin imagini și cuvinte” de către:
Promovarea libertății de exprimare, inclusiv a libertății presei și a legislației privind libertatea informației, prin Divizia Libertății de Expresie și Dezvoltarea Media [58], inclusiv Programul Internațional pentru Dezvoltarea Comunicării [59].
Promovarea siguranței jurnaliștilor și combaterea impunității pentru cei care îi atacă, [60] prin coordonarea Planului de acțiune al ONU privind siguranța jurnaliștilor și problema impunității [61]
Promovarea accesului universal și conservării informațiilor și a soluțiilor deschise pentru dezvoltare durabilă prin Divizia Societăților Cunoașterii, [62] inclusiv Programul Memoria Lumii [63] și Programul Informații pentru Toți [64].
Promovarea pluralismului, egalității de gen și a diversității culturale în mass-media.
Promovarea universalității internetului și a principiilor sale, că Internetul ar trebui să fie (I) bazat pe drepturile omului, (ii) Deschis, (iii) Accesibil tuturor, și (iv) alimentat de participarea multi-părților interesate (rezumat ca acronimul ROAM) [ 65].
Generarea de cunoștințe prin publicații precum Tendințele mondiale în libertatea de exprimare și dezvoltarea mass-media, [66] Seria UNESCO privind libertatea internetului, [67] și Indicatorii de dezvoltare a mass-media, [68] precum și alte studii bazate pe indicatori.
Promovarea evenimentelor, cum ar fi:
Deceniul internațional pentru promovarea unei culturi de pace și non-violență pentru copiii lumii: 2001–2010, proclamat de ONU în 1998.
Ziua Mondială a Libertății Presei, 3 mai în fiecare an, pentru a promova libertatea de exprimare și libertatea presei ca drept fundamental al omului și ca componente cruciale ale oricărei societăți sănătoase, democratice și libere.
Criança Esperança din Brazilia, în parteneriat cu Rede Globo, pentru a strânge fonduri pentru proiecte bazate pe comunitate care promovează integrarea socială și prevenirea violenței.
Ziua Internațională a Alfabetizării.
Anul internațional pentru cultura păcii.
Programul Educație pentru sănătate pentru schimbarea comportamentului în parteneriat cu Ministerul Educației din Kenya, care a fost sprijinit financiar de Guvernul Azerbaidjanului pentru a promova educația pentru sănătate în rândul tinerilor în vârstă de 10-19 ani care locuiesc în tabăra informală din Kibera, Nairobi. Proiectul a fost realizat în perioada septembrie 2014 - decembrie 2016. [69]
Fondarea și finanțarea proiectelor, cum ar fi:
Inițiativa Muzeelor de Migrație: promovarea înființării de muzee pentru dialogul cultural cu populațiile de migranți. [70]
UNESCO-CEPES, Centrul European pentru Învățământ Superior: înființat în 1972 la București, România, ca un birou descentralizat pentru a promova cooperarea internațională în învățământul superior în Europa, precum și în Canada, SUA și Israel. Învățământul superior în Europa este jurnalul său oficial.
Director software gratuit: din 1998 UNESCO și Fundația pentru software gratuit au finanțat împreună acest proiect de catalogare a software-ului gratuit.
FRESH Concentring Resources on Effective School Health. [71]
OANA, Organizația agențiilor de presă Asia-Pacific.
Consiliul Internațional al Științei.
Ambasadori de bunăvoință ai UNESCO
ASOMPS, Simpozionul asiatic pe plante și condimente medicinale, o serie de conferințe științifice desfășurate în Asia.
Botanica 2000, un program care sprijină taxonomia și diversitatea biologică și culturală a plantelor medicinale și ornamentale și protecția acestora împotriva poluării mediului
Colecția UNESCO de lucrări reprezentative, traducând lucrări ale literaturii mondiale atât în, cât și din mai multe limbi, din 1948 până în 2005.
GoUNESCO, o umbrelă de inițiative pentru a face patrimoniul distractiv susținută de UNESCO, Biroul New Delhi. [72]
Portalul de transparență UNESCO a fost conceput pentru a permite accesul publicului la informații referitoare la activitățile Organizației, cum ar fi bugetul său agregat pentru un bieniu, precum și la linkuri către documentele programatice și financiare relevante. Aceste două seturi distincte de informații sunt publicate în registrul IATI, respectiv pe baza standardului de activitate IATI și a standardului IATI Organization.
Au existat propuneri pentru stabilirea a două noi liste UNESCO. Prima listă propusă se va concentra asupra patrimoniului cultural mobil, cum ar fi artefacte, picturi și biofacte. Lista poate include obiecte culturale, precum Jōmon Venus din Japonia, Mona Lisa a Franței, Cuțitul Gebel el-Arak din Egipt, Al nouălea val al Rusiei, Femeia așezată a Çatalhöyük din Turcia, David (Michelangelo) din Italia, Mathura Herakles din India, Manunggul Jar din Filipine, Coroana din Baekje din Coreea de Sud, Hay Wain din Regatul Unit și Bronzurile din Benin din Nigeria. A doua listă propusă se va concentra asupra speciilor vii ale lumii, precum dragonul komodo din Indonezia, panda Chinei, vulturul chel al țărilor din America de Nord, aye-aye-ul Madagascarului, leul asiatic al Indiei, kakapo din New Zeelandă și tapirul montan din Columbia, Ecuador și Peru. [73] [74] 

## Monumente UNESCO din România
Patrimoniul mondial UNESCO din România include în prezent în lista sa șase situri culturale (bisericile din Moldova, Mănăstirea Horezu, satele cu biserici fortificate din Transilvania, cetățile dacice din Munții Orăștiei, centrul istoric al Sighișoarei și bisericile de lemn din Maramureș) și două situri naturale (Delta Dunării și pădurile seculare și virgine de fag din Carpați și alte regiuni ale Europei). În prezent, România desfășoară, în paralel, mandate de membru în Consiliul Consultativ Științific și Tehnic al Convenției UNESCO din 2001 privind protejarea patrimoniului cultural subacvatic și în Comitetul interguvernamental pentru promovarea reîntoarcerii bunurilor culturale în țările de origine sau restituirea lor în cazul dobândirii ilicite (ICPRCP). De asemenea, România participă, în calitate de observator, la toate reuniunile organismelor subsidiare ale UNESCO.
România are și șapte elemente pe Lista Patrimoniului Imaterial (ritualul călușului, doina, ceramica de Horezu, colindatul de ceată bărbătească, Feciorescul de Ticuș, meșteșugul covoarelor tradiționale de perete și practicile culturale asociate zilei de 1 Martie). Ziua de 16 noiembrie a fost declarată Ziua Patrimoniului Mondial UNESCO din România prin Legea nr. 160/2013.

## Cele 20 de state fondatoare ale UNESCO
- Arabia Saudită
- Africa de Sud
- Australia
- Brazilia
- Canada
- Cehia
- China (până în 1971 reprezentată de regimul republican din Taiwan, apoi de Republica Populară Chineză)
- Danemarca
- Egipt
- Franța
- Grecia
- Liban
- India
- Regatul Unit
- Mexic
- Norvegia
- Noua Zeelandă
- Republica Dominicană
- S.U.A. - a anunțat că va părăsi UNESCO la 31 decembrie 2018
- Turcia